# Mariamne (terza moglie di Erode il Grande)
Mariamne (in greco antico: Μαριάμη?, Mariáme o Μαριάμμη, Mariámme; fl. 25 a.C.-4 a.C.) è stata una regina ebrea antica, terza moglie di Erode il Grande, seconda con questo nome.
Cadde in disgrazia presso il marito, che la allontanò da corte.

## Biografia
Mariamne era la figlia di Simone Boeto, un sacerdote ebreo di Gerusalemme ma nativo di Alessandria d'Egitto. Aveva fama di essere una bellissima donna, «la più bella donna dell'epoca», riferisce lo scrittore Flavio Giuseppe. La fama di Mariamne raggiunse Erode il Grande, che conobbe la ragazza innamorandosene, e decise che sarebbe stato opportuno sposarla. Il problema era che Simone era un semplice sacerdote e non sarebbe stato opportuno imparentarsi con lui; Erode, allora, tolse l'onore del sommo sacerdozio a Gesù figlio di Phiabet e lo conferì a Simone (25 a.C.), rimuovendo tale ostacolo al matrimonio con Mariamne.
Dal matrimonio tra i due nacque Erode (anche noto come Erode Boeto), marito di Erodiade e padre di Salomè. Il nuovo nato era il quarto figlio maschio del re Erode, dopo Antipatro (figlio della prima moglie Doride) e Alessandro e Aristobulo (figli di Mariamne); nel 7 a.C. Erode fece giustiziare per tradimento Alessandro e Aristobulo, e il figlio Erode divenne secondo nella linea di successione.
Nel 4 a.C. Erode scoprì il tradimento di Antipatro, che fu messo a morte. Erode divenne così primo nella linea di successione, ma per breve tempo: il re, infatti, scoprì che Mariamne era venuta a conoscenza del complotto ma non ne aveva avvertito il marito. Erode allora depose Simone Boeto, divorziò dalla moglie ed eliminò il figlio avuto da questa dalla linea di successione.